# Прогресивна Словаччина
Прогресивна Словаччина (словац. Progresívne Slovensko) є соціал-ліберальною, прогресивною та про-європейською політичною партією у Словаччині. Заснована у 2017 році. Партія була зарєєстрована у Міністерстві Внутрішніх Справ Словаччини 28 листопада 2017 року після подачі 13500 підписів . Засновуючий конгрес партії був проведений 20 січня 2018 року, де Іван Штефунко був обраний головою. Станом на листопад 2018 року рух є єдиним словацьким представником європейської фракції лібералів ALDE. Єдиним представником партії в Парламенті Словаччини є депутат Мартін Полячік, який у грудні 2017 року, незабаром після відходу з Свобода і солідарність вирішив приєднатися до ПС. На муніципальних виборах 2018 р. ПС отримала 3 мерів та 46 депутатів, та 6 мерів і 96 депутатів в коаліціях, включаючи місто Братиславу, де новим мером став архітектор і музикант Матуш Валло.